# Od-rodzenie
Od-rodzenie – hongkońsko-tajski horror fantasy z 2006 roku.

## Obsada
- Angelica Lee – Tsui Ting-Yin
- Siu-Ming Lau – Staruszek
- Rain Li
- Jetrin Wattanasin
- Lawrence Chou – Lawrence
- Zeng Yaqi – Ting-yu